# Thế vận hội Mùa đông 1992
Thế vận hội Mùa đông 1992, hay Thế vận hội Mùa đông XVI, được tổ chức từ 8 tháng 2 đến 23 tháng 2 năm 1992 tại Albertville, Pháp. Tất cả có 64 quốc gia tham dự.

## Các quốc gia tham dự
| - Algérie (4) - Andorra (5) - Argentina (20) - Úc (21) - Áo (58) - Bỉ (5) - Bermuda (1) - Bolivia (4) - Brasil (7) - Bulgaria (31) - Canada (109) - Chile (5) - Trung Quốc (32) - Costa Rica (4) - Croatia (4) - Síp (4) | - Tiệp Khắc (74) - Đan Mạch (6) - Estonia (19) - Phần Lan (62) - Pháp (109) (chủ nhà) - Đức (111) - Anh Quốc (49) - Hy Lạp (8) - Honduras (1) - Hungary (24) - Iceland (5) - Ấn Độ (2) - Ireland (4) - Ý (107) - Jamaica (5) - Nhật Bản (60) | - CHDCND Triều Tiên (20) - Hàn Quốc (23) - Latvia (23) - Liban (4) - Liechtenstein (7) - Litva (6) - Luxembourg (1) - México (20) - Monaco (5) - Mông Cổ (4) - Maroc (12) - Hà Lan (19) - Antille thuộc Hà Lan (2) - New Zealand (6) - Na Uy (80) - Philippines (1) | - Ba Lan (53) - Puerto Rico (6) - România (23) - San Marino (3) - Sénégal (2) - Slovenia (27) - Tây Ban Nha (17) - Eswatini (1) - Thụy Điển (73) - Thụy Sĩ (74) - Đài Bắc Trung Hoa (8) - Thổ Nhĩ Kỳ (8) - Đoàn thể thao hợp nhất (129) - Hoa Kỳ (147) - Quần đảo Virgin thuộc Mỹ (12) - Nam Tư (25) |

## Môn thi đấu
| - Trượt tuyết đổ đèo - Hai môn phối hợp - Xe trượt lòng máng - Trượt tuyết băng đồng - Bi đá trên băng² - Trượt băng nghệ thuật - Trượt tuyết tự do² | - Khúc côn cầu trên băng - Trượt băng nằm ngửa - Hai môn phối hợp Bắc Âu - Trượt băng tốc độ cự ly ngắn - Nhảy ski - Trượt tuyết tốc độ² - Trượt băng tốc độ |

² Bộ môn biểu diễn tại Thế vận hội này.

## Bảng tổng sắp huy chương
| 1  | Đức (GER)                     | 10 | 10 | 6 | 26 |
| 2  | Đoàn thể thao hợp nhất (EUN)¹ | 9  | 6  | 8 | 23 |
| 3  | Na Uy (NOR)                   | 9  | 6  | 5 | 20 |
| 4  | Áo (AUT)                      | 6  | 7  | 8 | 21 |
| 5  | Hoa Kỳ (USA)                  | 5  | 4  | 2 | 11 |
| 6  | Ý (ITA)                       | 4  | 6  | 4 | 14 |
| 7  | Pháp (FRA) (chủ nhà)          | 3  | 5  | 1 | 9  |
| 8  | Phần Lan (FIN)                | 3  | 1  | 3 | 7  |
| 9  | Canada (CAN)                  | 2  | 3  | 2 | 7  |
| 10 | Hàn Quốc (KOR)                | 2  | 1  | 1 | 4  |

¹ Đại diện cho Cộng đồng các Quốc gia Độc lập và chỉ tham dự độc nhất lần này.